# Gare de Weerde
La Gare de Weerde est une gare des lignes 25 et 27 du réseau Infrabel (Bruxelles-Anvers). Elle est située à Weerde, une section de la commune de Zemst dans la Province du Brabant flamand.
Mise en service en 1864 par les Chemins de fer de l'État belge, c'est une halte voyageurs de la Société nationale des chemins de fer belges (SNCB) desservie depuis 2015 par des trains Suburbains (S).

## Situation ferroviaire
La gare de Weerde est située au point kilométrique (PK) 15,90 de la ligne 25, de Bruxelles-Nord à Anvers et au PK 16,106 de la ligne 25, de Bruxelles-Nord à Anvers entre les gares ouvertes d'Eppegem et de Malines. Elle est aussi située à proximité de la bifurcation de Weerde où la ligne 27B se dirige vers Muizen, mais les voies de cette dernière sont dépourvues de quai.

## Histoire
La gare de Weerde est mise en service le 1er janvier 1864 par les Chemins de fer de l'État belge sur la ligne 25, de Bruxelles à Anvers, inaugurée de 1835 à 1836.

### Le premier bâtiment
Le 23 mars 1872 à Malines dans le bureau de l'ingénieur Van Mierlo a lieu l'adjudication pour le bâtiment des recettes de la gare de Weerde pour un montant 7 054,28 francs. Ce bâtiment était probablement construit en bois.

### Le second bâtiment
Le 14 avril 1880, dans la salle d'attente de la gare de Bruxelles-Nord, la construction de 9 bâtiments identiques est adjugée, dont Weerde, Eppegem et Wavre-Sainte-Catherine pour un montant initial de 24 923,65 francs. Édifié en 1881, il est pratiquement identique à celui de la gare d'Eppegem construit et démoli à la même époque. Sur les neuf gares de ce modèle construites sur les lignes 25, 36, 50 et 53, trois ont survécu sur la ligne 50 (Berchem, Dilbeek et Bodegem) et elles sont classées.

### Le troisième bâtiment
Ce bâtiment est détruit vers 1907-1908 à la même période que la gare voisine d'Eppegem. À leur place ont été édifiées des bâtiments plus petits du plan type 1895 avec une aile de trois travées pour la salle d’attente et une aile de service d’une seule travée. Les deux gares ont en commun une façade en briques jaune agrémentée de motifs géométriques élaborés en brique foncée,. Celle de Weerde, à la disposition inversée, est flanqué d'un souterrain d'accès en briques, très proche de celui d'Eppegem.

### XXesiècle
Entre 1900 et 1908, la ligne 25 d'abord construite au niveau du sol, a été surélevée à Weerde et dédoublée par la ligne 27 de Schaerbeek à Malines via Muizen (avec une extension vers Anvers-Sud). qui sera plus tard prolongée en direction d'Anvers-Central dans les années 1930. La nouvelle gare de Weerde se trouve sur un vaste espace entre les lignes 25 et 27 à proximité de la bifurcation de la ligne 27B, qui n'a pas été dotée de quais. Les voies se trouvent sur un talus surplombant la gare avec un tunnel en briques donnant accès aux quais de la ligne 25. La ligne 25 est électrifiée en 1935, d'abord pour des trains-blocs sans arrêt à Eppegem. Les trains omnibus restent remorqués en traction vapeur jusqu'à l'électrification de la ligne 27, achevée en 1950.

### XXIesiècle
Depuis le 13 décembre 2015, la gare de Weerde est uniquement desservie par la nouvelle relation ferroviaire dite Suburbain (lignes S1 et S5) qui remplace les omnibus,.

## Service des voyageurs

### Accueil
Halte SNCB, c'est un point d'arrêt non géré (PANG) à accès libre. Elle est équipée d'automates pour l'achat de titres de transport. Elle comporte quatre voies à quai, deux sur la ligne 25 (utilisés principalement le week-end) et deux sur la ligne 27 (utilisés toute la semaine).

### Desserte
Weerde est desservie par des trains Suburbains (S1, S5 et S7) de la SNCB, qui effectuent des missions sur les lignes commerciales 25 et 26. En semaine, toutes les heures dans chaque sens, il y a deux trains S1 d'Anvers à Bruxelles et Nivelles, un S5 de Malines à Evere, Bruxelles-Luxembourg, Hal, Enghien et Grammont, et un train S7 de Malines à Bruxelles-Luxembourg via Merode et Delta.
Les week-ends et jours fériés, il n'y a qu'un train S1 (deux le samedi) et un S5 par heure.

### Intermodalité
Un parc (gratuit) pour les vélos et un parking (gratuit) pour les véhicules y sont aménagés.

## Comptage voyageurs
Ce graphique et tableau montre le nombre de voyageurs embarquant en moyenne durant la semaine, le samedi et le dimanche.
| Nombre de passagers qui embarquent à la gare de Weerde | Nombre de passagers qui embarquent à la gare de Weerde | Nombre de passagers qui embarquent à la gare de Weerde | Nombre de passagers qui embarquent à la gare de Weerde |
|                                                        | Semaine                                                | Samedi                                                 | Dimanche                                               |
| ------------------------------------------------------ | ------------------------------------------------------ | ------------------------------------------------------ | ------------------------------------------------------ |
| 1977                                                   | 842                                                    | 132                                                    | 80                                                     |
| 1978                                                   | 801                                                    | 168                                                    | 98                                                     |
| 1979                                                   | 751                                                    | 135                                                    | 106                                                    |
| 1980                                                   | 772                                                    | 115                                                    | 110                                                    |
| 1981                                                   | 724                                                    | 141                                                    | 114                                                    |
| 1982                                                   | 729                                                    | 128                                                    | 90                                                     |
| 1983                                                   | 691                                                    | 11                                                     | 105                                                    |
| 1984                                                   | 454                                                    | 59                                                     | 59                                                     |
| 1985                                                   | 436                                                    | 80                                                     | 62                                                     |
| 1986                                                   | 470                                                    | 88                                                     | 47                                                     |
| 1987                                                   | 461                                                    | 80                                                     | 64                                                     |
| 1988                                                   | 475                                                    | 53                                                     | 72                                                     |
| 1989                                                   | 460                                                    | 54                                                     | 41                                                     |
| 1990                                                   | 415                                                    | 58                                                     | 49                                                     |
| 1991                                                   | 373                                                    | 74                                                     | 57                                                     |
| 1992                                                   | 372                                                    | 70                                                     | 59                                                     |
| 1993                                                   | 331                                                    | 61                                                     | 42                                                     |
| 1994                                                   | 403                                                    | 45                                                     | 49                                                     |
| 1995                                                   | 309                                                    | 39                                                     | 42                                                     |
| 1996                                                   | 333                                                    | 70                                                     | 11                                                     |
| 1997                                                   | 334                                                    | 75                                                     | 35                                                     |
| 1998                                                   | 336                                                    | 68                                                     | 38                                                     |
| 1999                                                   | 386                                                    | 104                                                    | 54                                                     |
| 2000                                                   | 351                                                    | 74                                                     | 72                                                     |
| 2001                                                   | 459                                                    | 74                                                     | 53                                                     |
| 2002                                                   | 335                                                    | 69                                                     | 59                                                     |
| 2003                                                   | 378                                                    | 58                                                     | 54                                                     |
| 2004                                                   | 369                                                    | 79                                                     | 38                                                     |
| 2005                                                   | 395                                                    | 102                                                    | 64                                                     |
| 2006                                                   | 401                                                    | 85                                                     | 52                                                     |
| 2007                                                   | 466                                                    | 78                                                     | 64                                                     |
| 2008                                                   | -                                                      | -                                                      | -                                                      |
| 2009                                                   | 472                                                    | 58                                                     | 53                                                     |
| 2010                                                   | -                                                      | -                                                      | -                                                      |
| 2011                                                   | -                                                      | -                                                      | -                                                      |
| 2012                                                   | 475                                                    | 67                                                     | 68                                                     |
| 2013                                                   | 463                                                    | 65                                                     | 46                                                     |
| 2014                                                   | 518                                                    | 72                                                     | 47                                                     |
| 2015                                                   | 504                                                    | 91                                                     | 73                                                     |
| 2016                                                   | 654                                                    | 62                                                     | 61                                                     |
| 2017                                                   | 534                                                    | 71                                                     | 86                                                     |
| 2018                                                   | 638                                                    | 99                                                     | 67                                                     |
| 2019                                                   | 719                                                    | 108                                                    | 108                                                    |
| 2020                                                   | 303                                                    | 81                                                     | 58                                                     |
| 2021                                                   | -                                                      | -                                                      | -                                                      |
| 2022                                                   | 619                                                    | 222                                                    | 127                                                    |
| 2023                                                   | 647                                                    | 266                                                    | 227                                                    |
| 2024                                                   | 578                                                    | 204                                                    | 156                                                    |

## Patrimoine ferroviaire
L'ancien bâtiment voyageurs plan type 1895, inutilisé pour le service ferroviaire, a été vendu et accueille un café-brasserie. Il se distingue par sa façade à motifs géométriques de briques, que l'on retrouve uniquement dans la gare d'Hofstade.

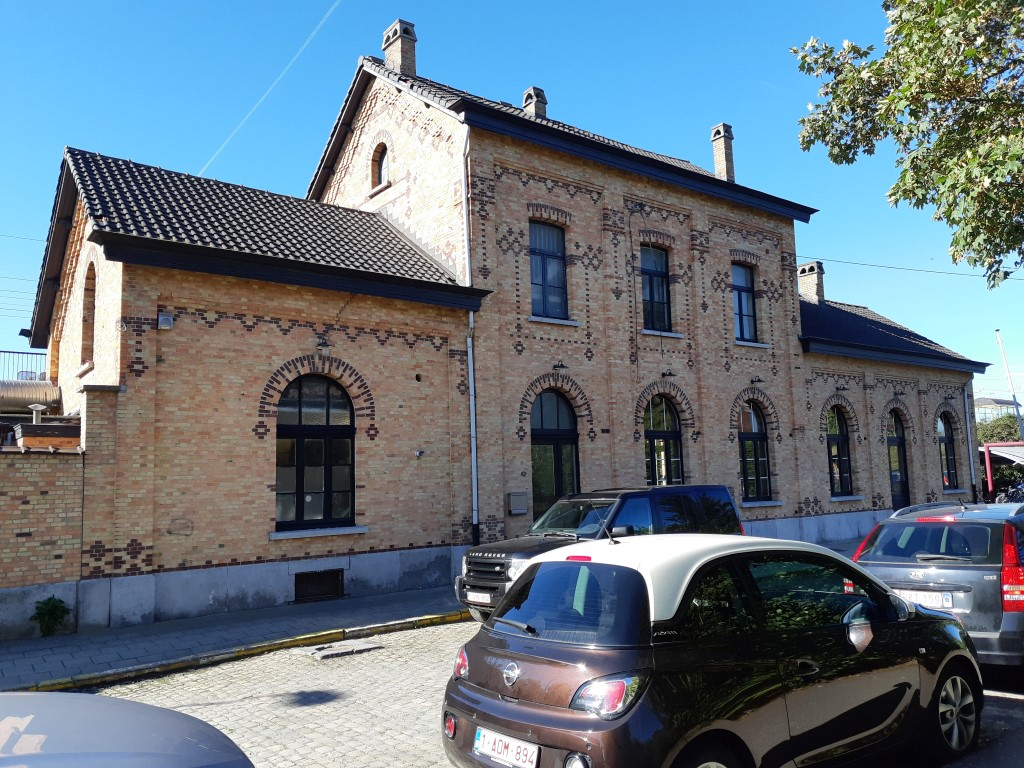
Bâtiment de la gare en 2018.
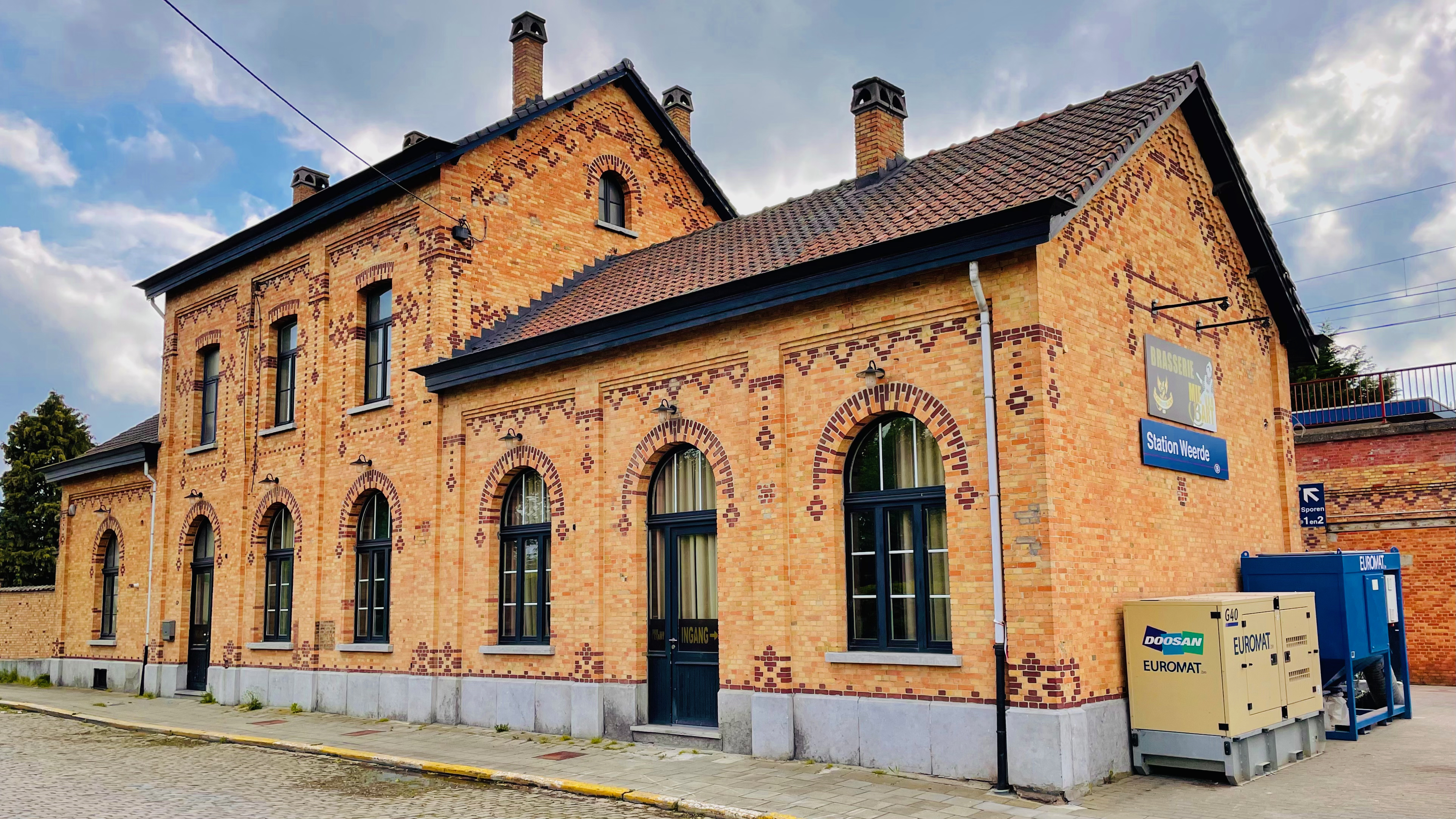
2022.
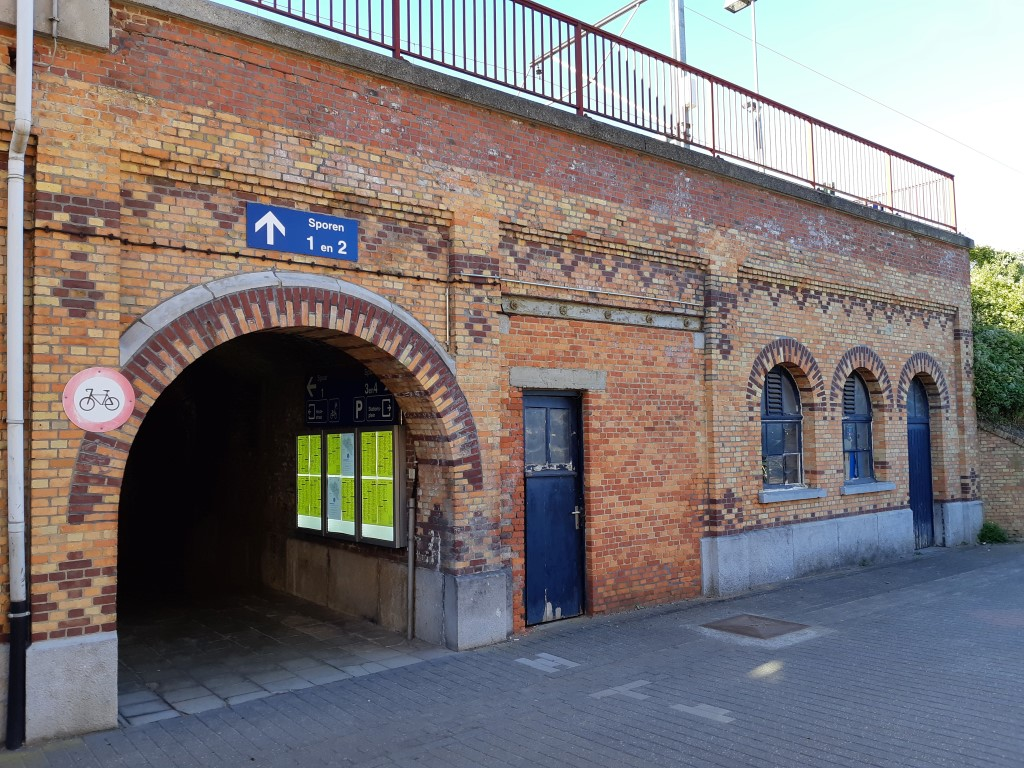
Tunnel en briques donnant accès aux quais de la ligne 25.